# Saxifraga lychnitis
Saxifraga lychnitis là một loài thực vật có hoa trong họ Saxifragaceae. Loài này được Hook. f. & Thomson miêu tả khoa học đầu tiên năm 1858.